# Una vedova tutta d'oro
Una vedova tutta d'oro (Une veuve en or) è un film del 1969 diretto da Michel Audiard ed interpretato da Michèle Mercier, Claude Rich e Roger Carel.

## Trama
Per poter ereditare i cento milioni di dollari di uno zio americano, Delphine deve soddisfare una precisa condizione: essere vedova. La donna, sebbene ami il marito Antoine, si rivolge al sindacato criminale affinché uccida il di lei consorte. Le cose però si rivelano più complicate del previsto.